# استان کواندو کوبانگو
استان کواندو کوبانگو (به لاتین: Cuando Cubango Province) یکی از استان‌های کشور آنگولا است.

## خصوصیات
استان کواندو کوبانگو ۱۹۹٬۰۴۹ کیلومترمربع مساحت و ۵۱۰٬۳۶۹ نفر جمعیت دارد.